# (590) Tomyris
(590) Tomyris ist ein Asteroid des Hauptgürtels, der am 4. März 1906 von Max Wolf entdeckt wurde.
Der Asteroid ist benannt nach der Königin der Massageten, Tomyris.